# 5229 Irurita
5229 Irurita eller 1987 DE6 är en asteroid i huvudbältet som upptäcktes den 23 februari 1987 av den belgiske astronomen Henri Debehogne vid La Silla-observatoriet. Den är uppkallad efter den spanska byn Irurita.
Asteroiden har en diameter på ungefär 17 kilometer.